# Miętkie (województwo warmińsko-mazurskie)
Miętkie (niem. Mingfen) – wieś w Polsce położona w województwie warmińsko-mazurskim, w powiecie szczycieńskim, w gminie Dźwierzuty. W latach 1975–1998 miejscowość administracyjnie należała do województwa olsztyńskiego.
Wieś z zachowanym budownictwem z początków XX w. oraz kochówkami.
Wieś lokowana najpierw na prawie chełmińskim, potem włączona do dóbr rańskich (zob. Rańsk), zamieszkana w części przez chłopów czynszowych, w części przez wolnych pruskich (ziemian). Wieś ponownie zasiedlana była w czasach Fryderyka Wielkiego.